# Ladronka

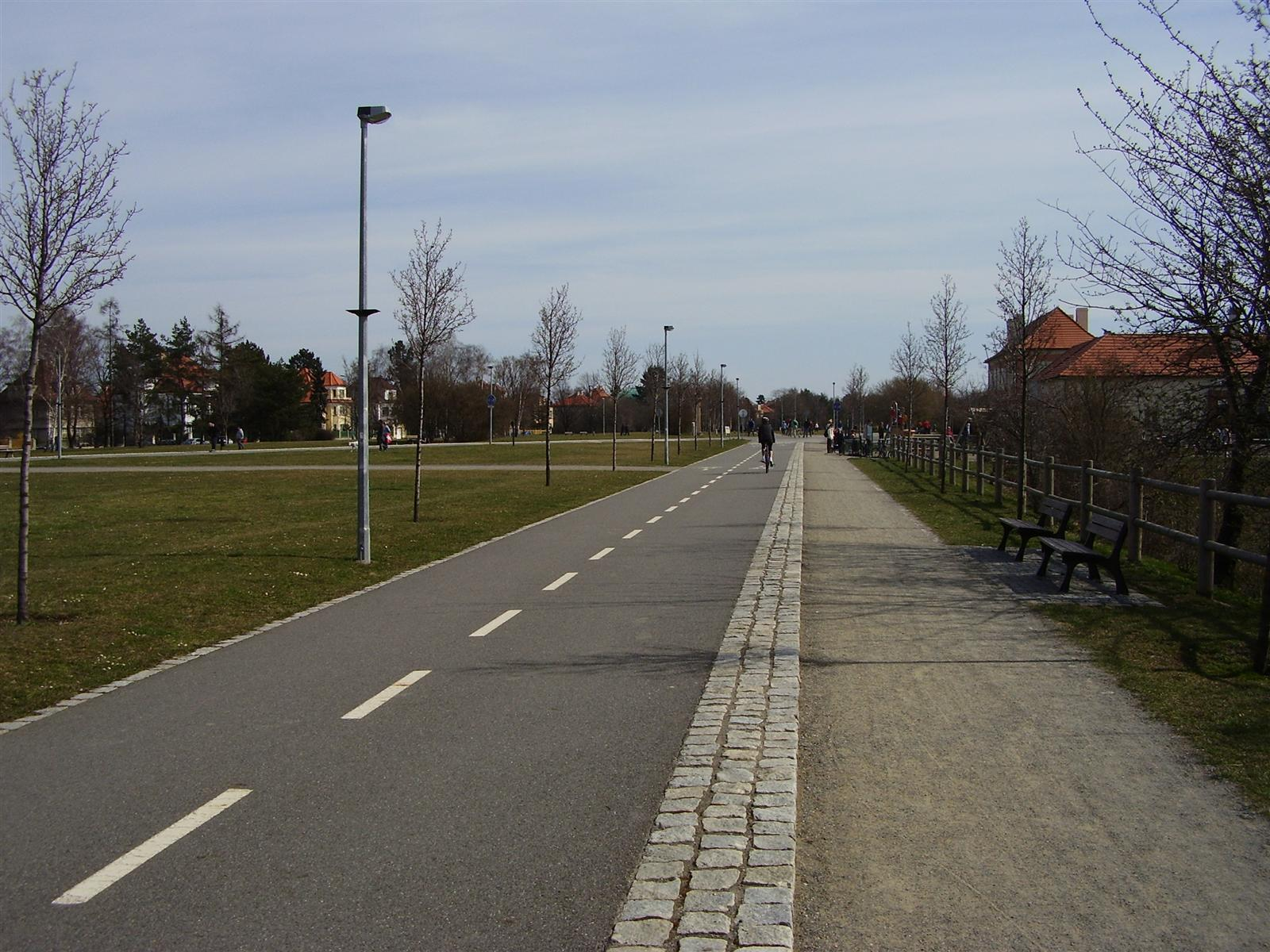
Cyklostezky v parku Ladronka

Ladronka je jedna z nejznámějších pražských usedlostí, její adresa je Tomanova 1028/1. Stojí nedaleko od břevnovské vilové zástavby. Přilehlý park Ladronka slouží pěším, cyklistům a především bruslařům; konají se zde různé kulturní akce, jako např. Ladronkafest, Čarodějnice na Ladronce a jiné.

## Historie
Na místě dnešní usedlosti stál původně viniční lis ze 14. století založený Karlem IV. V roce 1688 prodal baron Švihovský pozemky hraběti Filipu Ferdinandovi de la Crone, lidově z Ladronu. Právě po něm měla být usedlost pojmenována, jiný výklad odvozuje název z italského výrazu „ladrone“ (lupič). Hrabě nechal na pozemcích vybudovat zájezdní hostinec, který byl v provozu až do 2. poloviny 19. století. Celé tehdejší panství bylo velmi rozlehlé, patřila do něj i smíchovská usedlost Ladronka čp. 121 v ulici Pod Kotlářkou.
Na počátku 18. století koupil usedlost velkopřevor řádu Maltézských rytířů, hrabě Volf Pötting z Persingu, jehož rod je úzce spjat s historií nedaleké pražské usedlosti Petynka. Když v roce 1713 vypukl mor a oficiální břevnovský hřbitov přestal stačit, byli mrtví pohřbíváni do společného hrobu u Ladronky. Řádu maltézských rytířů patřila usedlost až do roku 1922, poté přešla do majetku hl. m. Prahy. V její blízkosti byla chudinská kolonie a Ladronka byla využita na velmi skromné byty. V roce 1977 byly v už tak chátrajícím objektu, o který se nikdo nestaral, sklady.

### Squat
Ačkoli byla usedlost prohlášena v roce 1964 kulturní památkou, areál dál chátral a v roce 1993 ho obsadili squateři – anarchističtí aktivisté z okruhu časopisu Autonomie – s cílem vybudovat zde Autonomní kulturně sociální centrum. Ti se pak o usedlost v rámci svých omezených finančních možností starali. Centrum nekomerční kultury zaměřené na prezentaci projektů alternativní a okrajové subkulturní scény (koncerty, divadelní představení, výstavy, přednášky, diskusní setkání) zde pak fungovalo až do 9. listopadu 2000, kdy byli squateři násilně vystěhováni městskou policií ve spolupráci se soukromou bezpečnostní agenturou.

### Rekonstrukce
V roce 2004 byla zahájena rekonstrukce za 74 milionů korun a v září 2005 zde bylo otevřeno nové kulturně-společenské centrum. Značných změn doznal i přiléhající park, ve kterém byl postaven asfaltový bruslařský okruh délky 3400 metrů.
Rekonstruovaná Ladronka získala několik ocenění:
- zvláštní cenu poroty v soutěži Best of Realty 2006[8]
- titul Stavba roku v soutěži Stavba roku 2006
- nominace na titul v soutěži Pražské stavby 2000–2009.[9]
- Ladronka byla zvolena sedmým divem Prahy 6 v anketě Sedm divů Prahy 6[10]

### Rozšíření
Areál se brzy stal vyhledávaným místem pro bruslaře a jeho kapacita přestávala stačit. Praha 6 proto uvažovala o rozšíření. Projekt
nazvaný Areál volného času Ladronka II. a III. etapa byl realizován na přelomu let 2009 a 2010 a byl podpořen dotací z Operačního programu Praha-Konkurenceschopnost Evropského fondu pro regionální rozvoj částkou 46,2 milionů korun, celkové náklady činily 69 milionů korun. Areál byl rozšířen směrem k Vypichu, přibyl asi 1,5 km in-line drah, které jsou od okolních silnic odděleny nově vysazenými stromy. Hlavní bruslařský okruh má nyní délku 4229,5 metru (desetina maratonu). Součástí projektu byla také výstavba bezbarierového podchodu pod rušnou Kukulovou ulicí umožňující napojení na malý 300metrový okruh u komerčního centra Vypich (Kaufland). Mimo to byla u samotné usedlosti zřízena hřiště na plážový volejbal, pétanque a vyhlídka.
Významným novodobým prvkem je také postavení malé netradiční ocelové rozhledny Šiška.

## Galerie

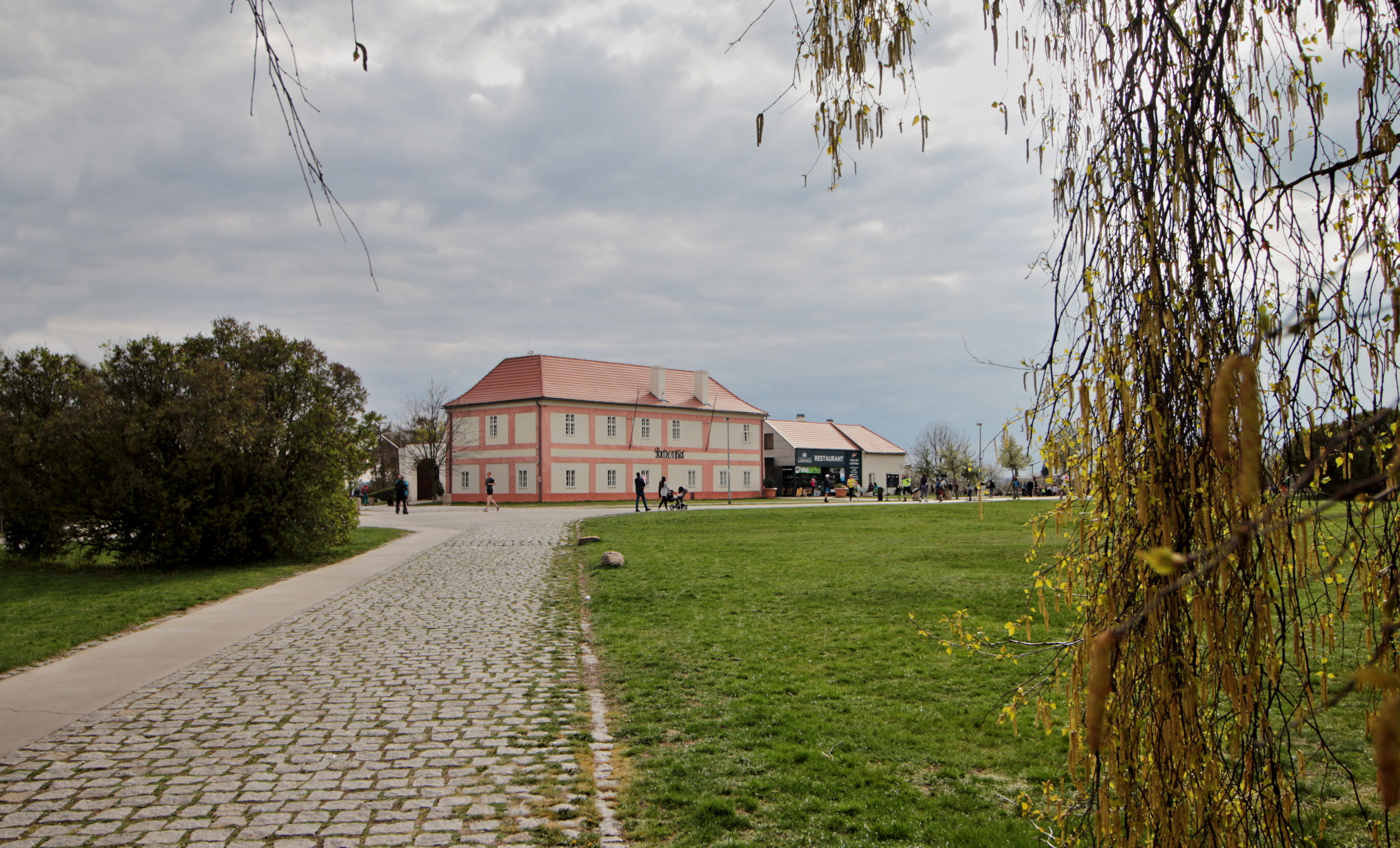
Usedlost Ladronka
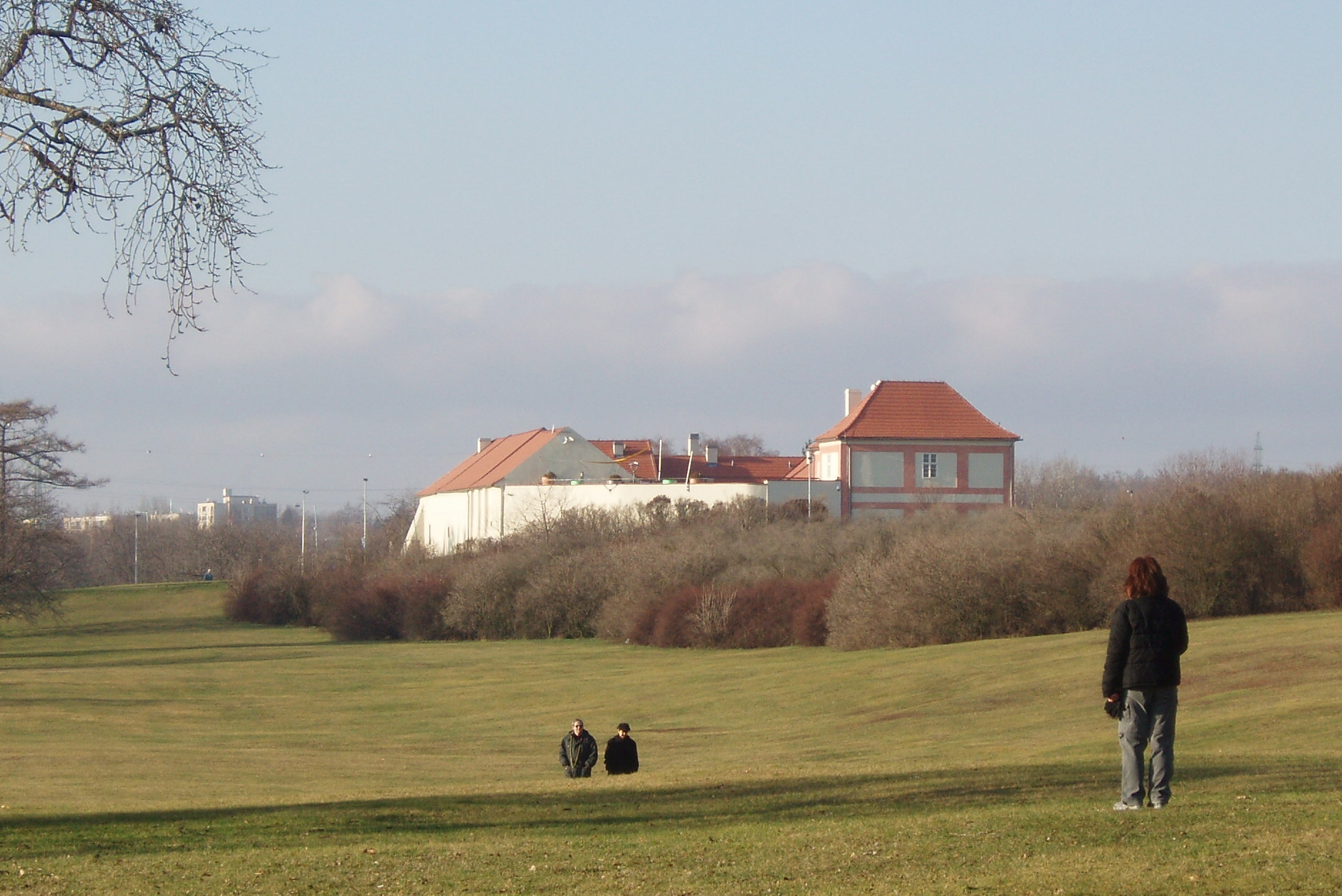
Usedlost Ladronka
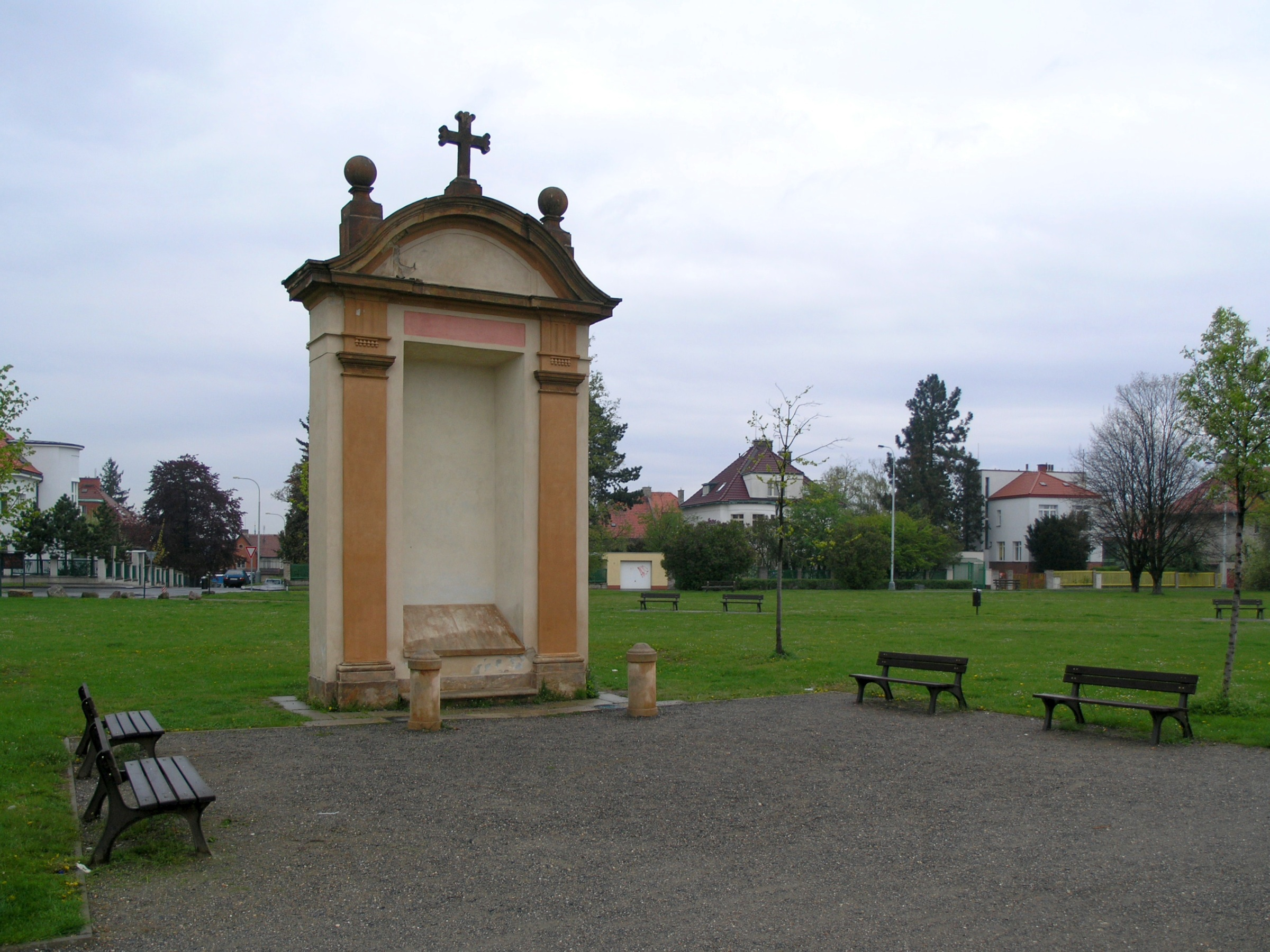
Nedaleko usedlosti je kaplička Poutní cesty do Hájku
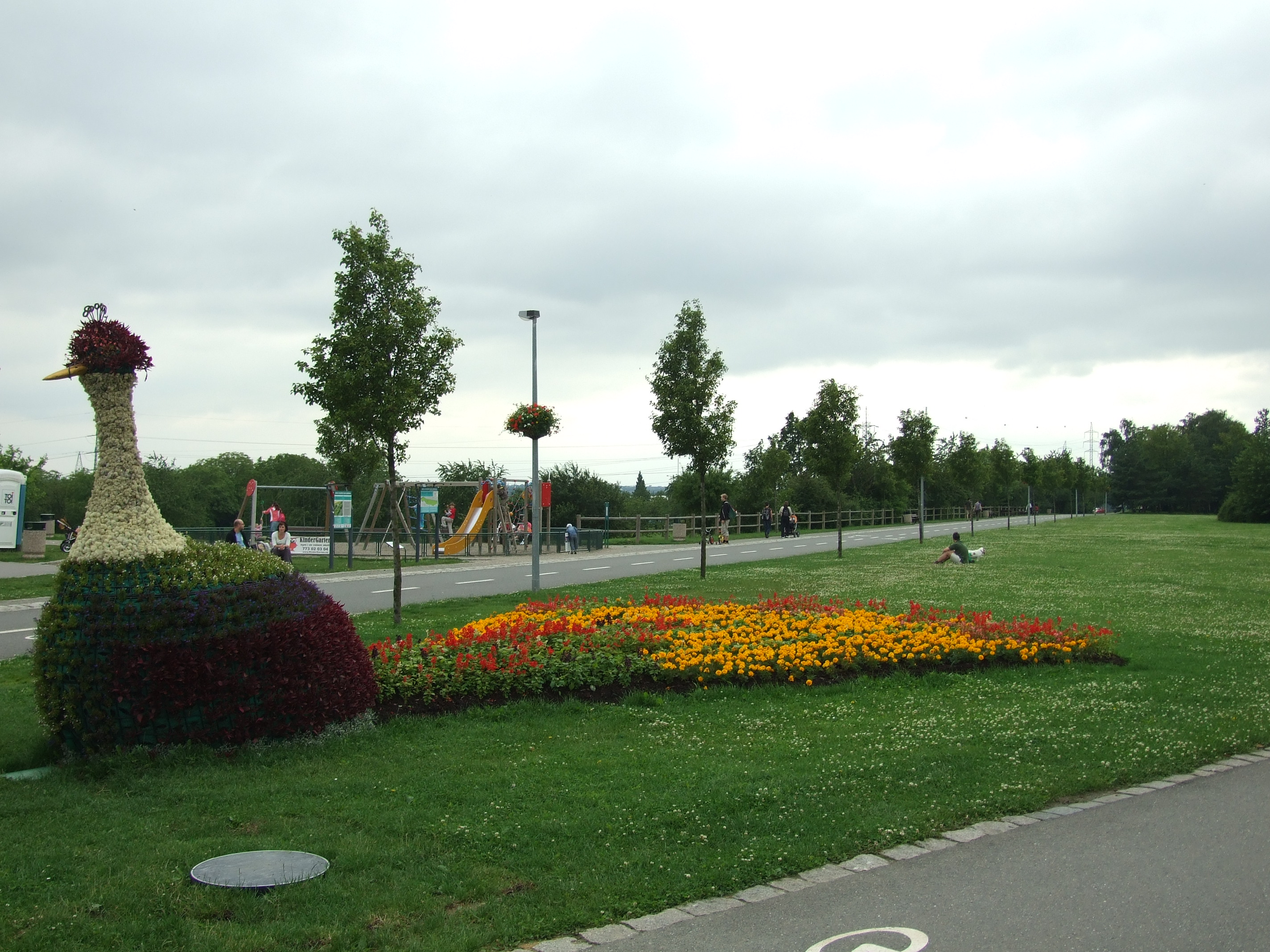
Květinová výzdoba parku
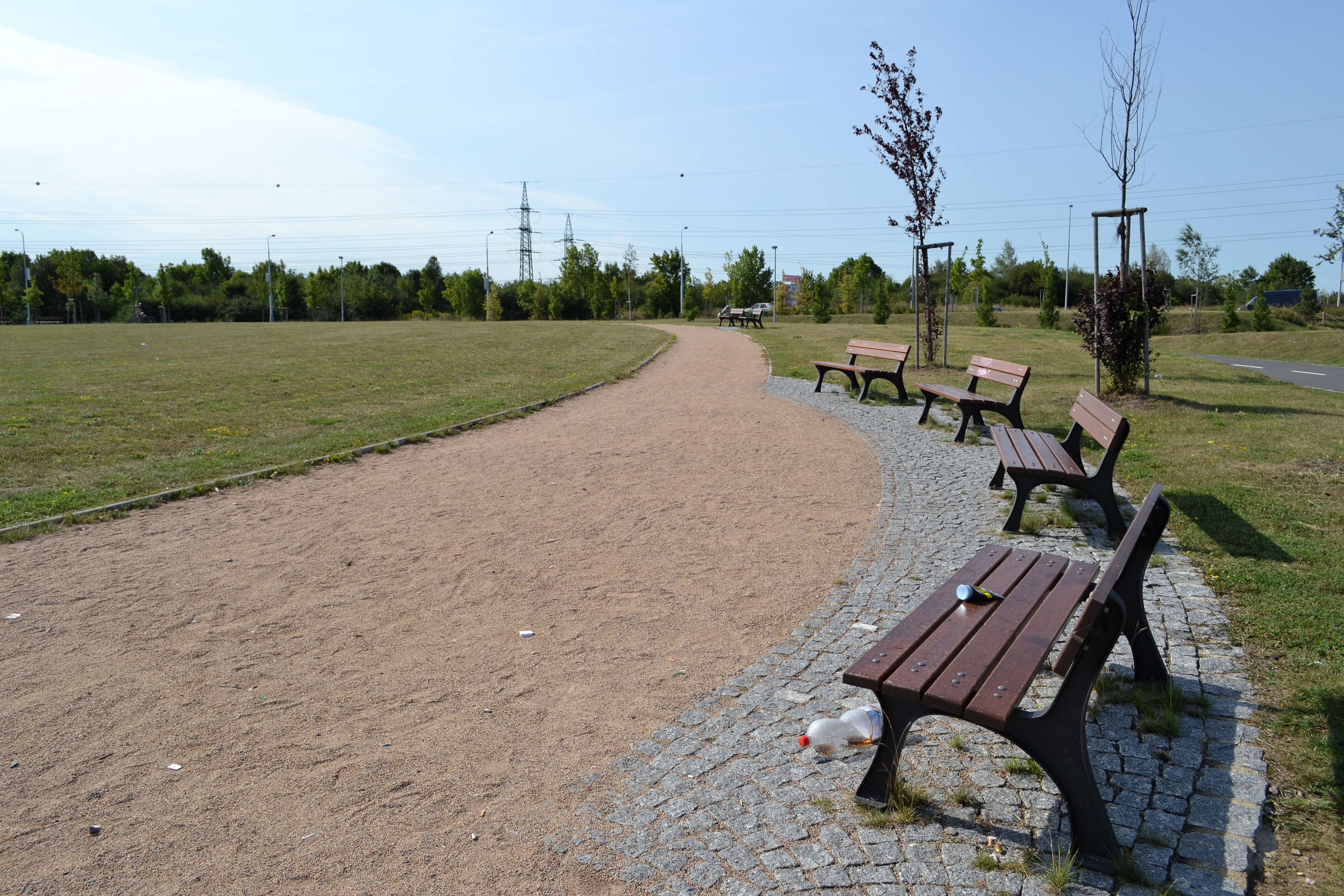
Lavičky v parku
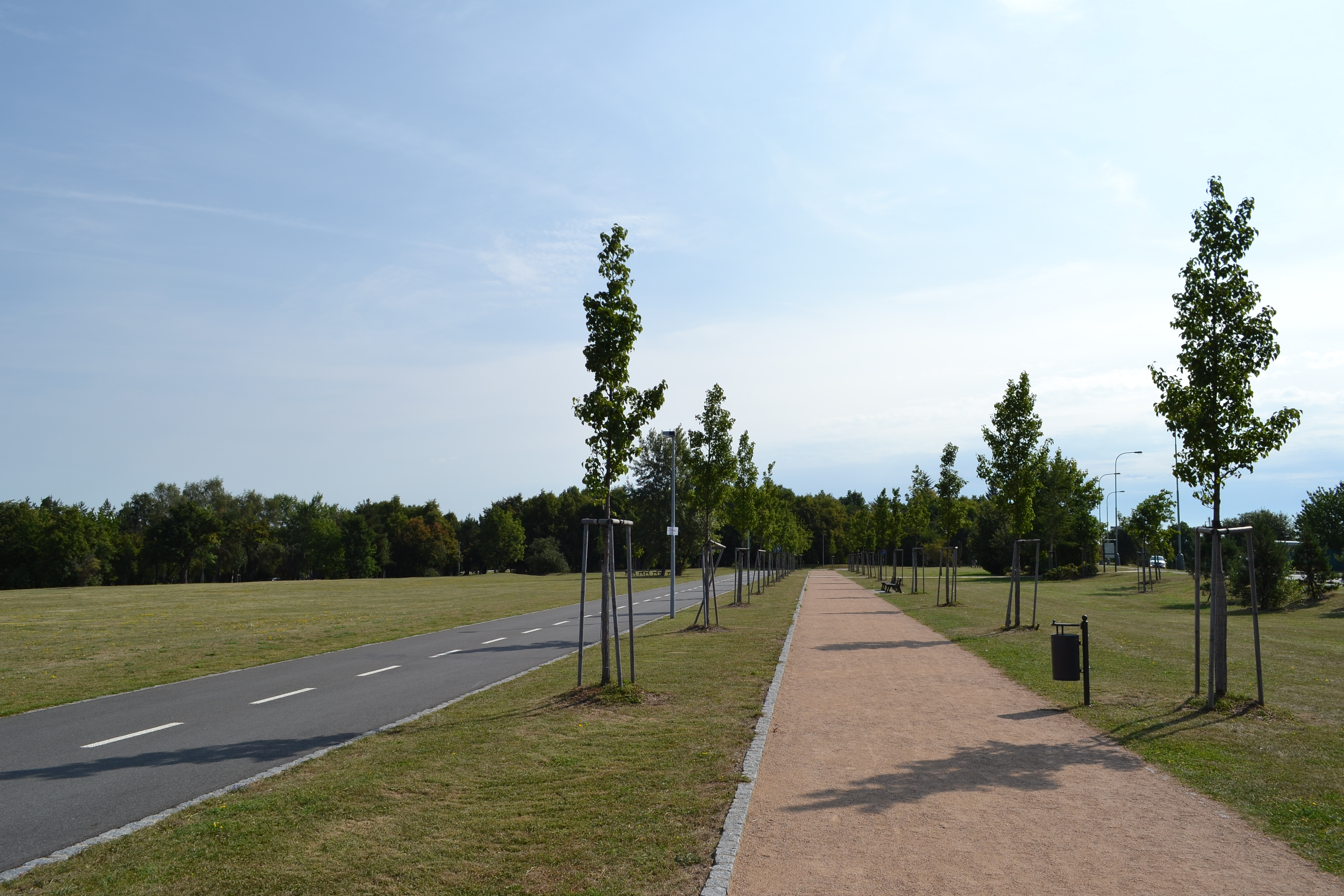
Stezka pro bruslaře postavená v rámci rozšíření areálu v letech 2009-2010
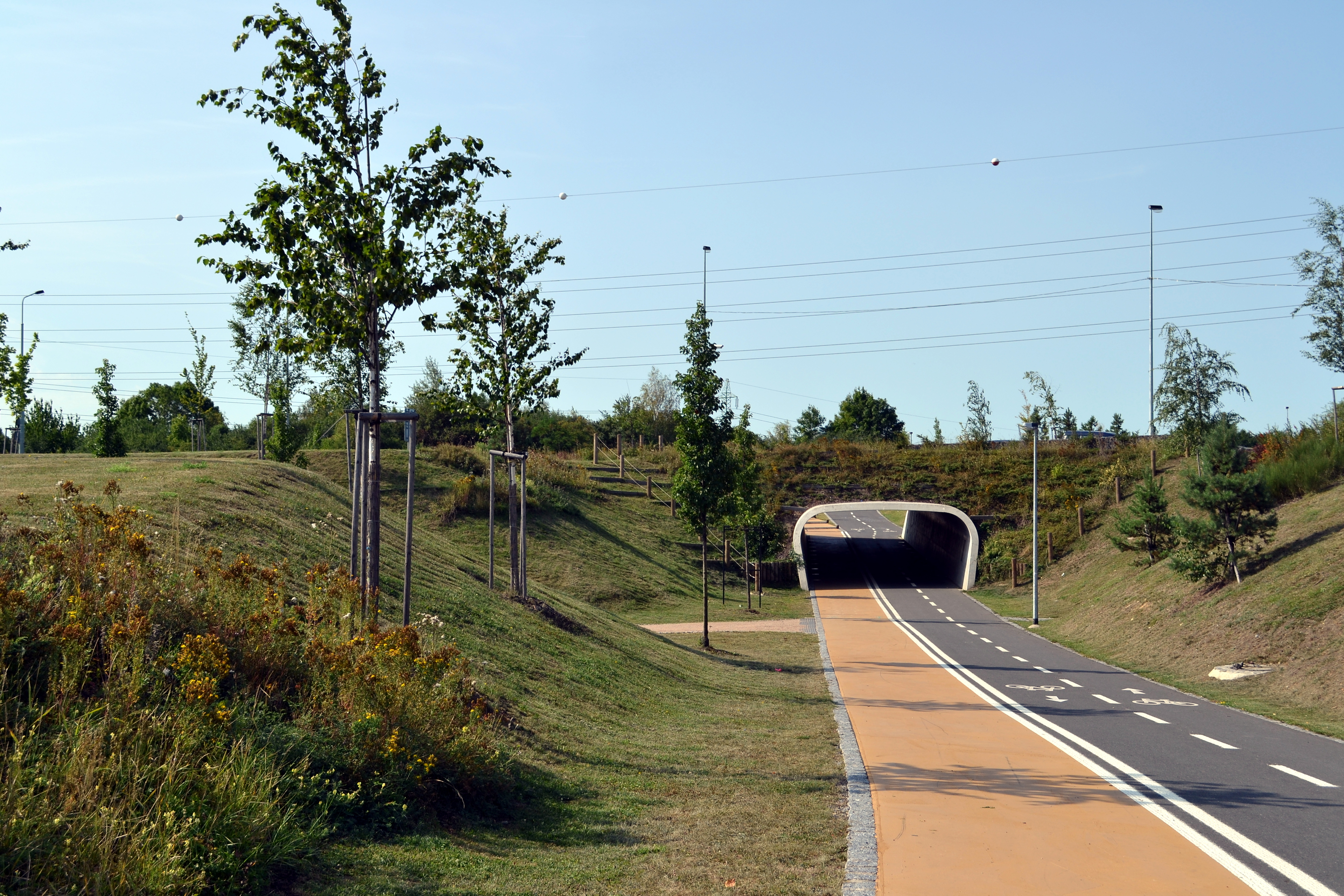
V rámci rozšíření areálu byl také vybudován podchod pod Kukulovou ulicí
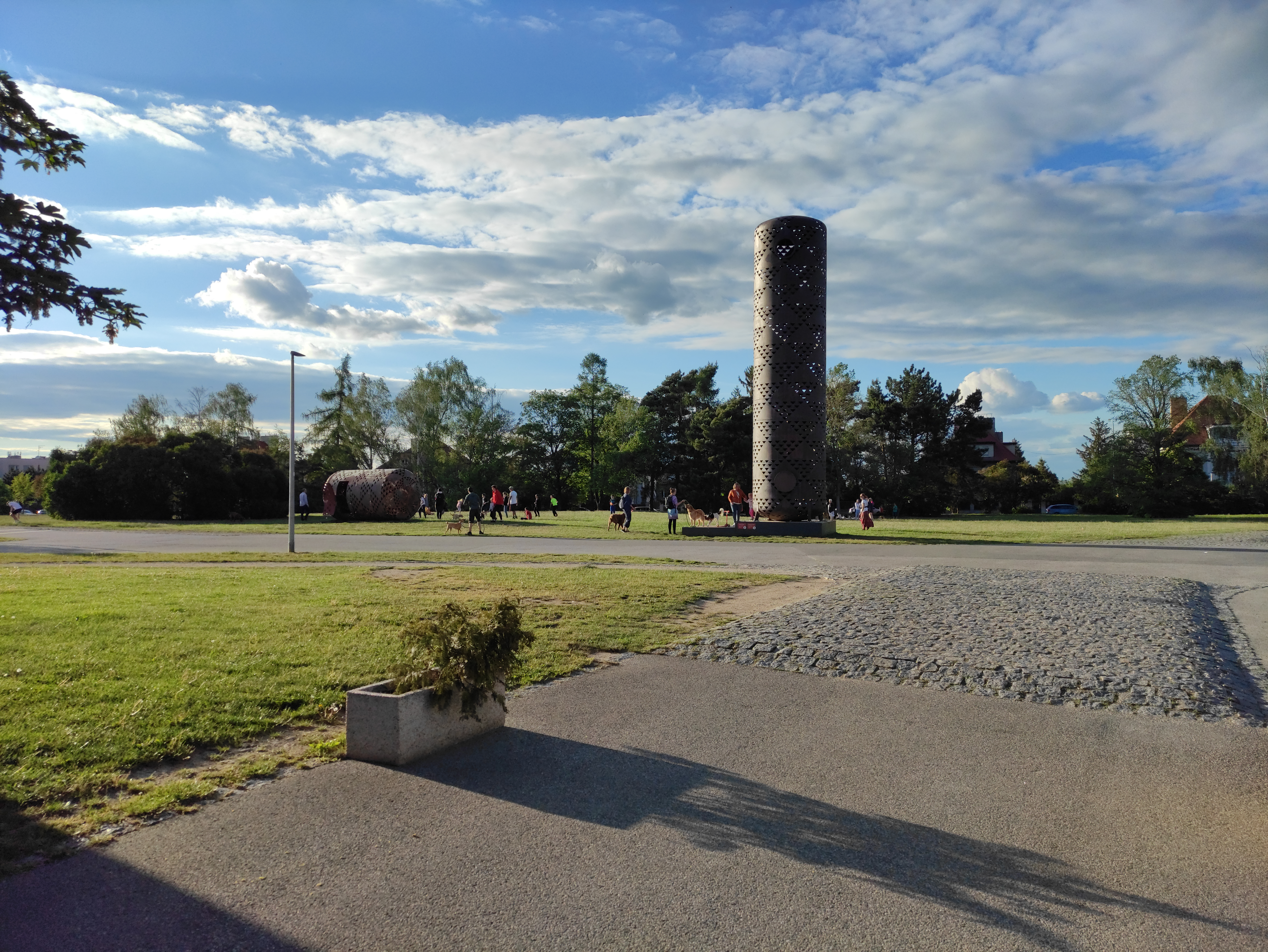
Rozhledna Šiška